# Skara (Gemeinde)
Koordinaten: 58° 23′ N, 13° 26′ O

Skara ist eine Gemeinde (schwedisch kommun) in der schwedischen Provinz Västra Götalands län und der historischen Provinz Västergötland. Der Hauptort der Gemeinde ist Skara.

## Geographie
Die Gemeinde Skara liegt in der Västgöta-Ebene und etwa 150 Kilometer nordöstlich von Göteborg.
Die östliche Grenze der Gemeinde bildet der Berg Billingen (etwa 15 Kilometer vom Hauptort Skara entfernt). Nördlich von Varnhem erstreckt sich das Valle-Tal (Valledalen) längs des Billingen, das durch die Eiszeit geformt wurde, und ein Mosaik von Äckern, Weiden, Laubwäldern u. a. aufweist. Teile sind durch die Einrichtung mehrerer Naturschutzgebiete geschützt. Südlich von Varnhem liegt der Hornborgasjön, ein Vogelschutzgebiet, wo sich im April jedes Jahres mehrere Tausende Kraniche aufhalten.

## Wirtschaft
Die Gemeinde Skara ist eine Agrargemeinde mit einem überdurchschnittlich hohen Anteil von in der Landwirtschaft Erwerbstätigen. In Zusammenhang damit steht die Dominanz der Lebensmittelindustrie im sekundären Sektor. Fremdenverkehr spielt eine gewisse Rolle. Die Stadt Skara, Varnhem, der Hornborga-See, die Trabrennbahn in Axevalla und der gleich daneben gelegene Vergnügungspark Skara Sommarland sind Anziehungspunkte.

## Sehenswürdigkeiten

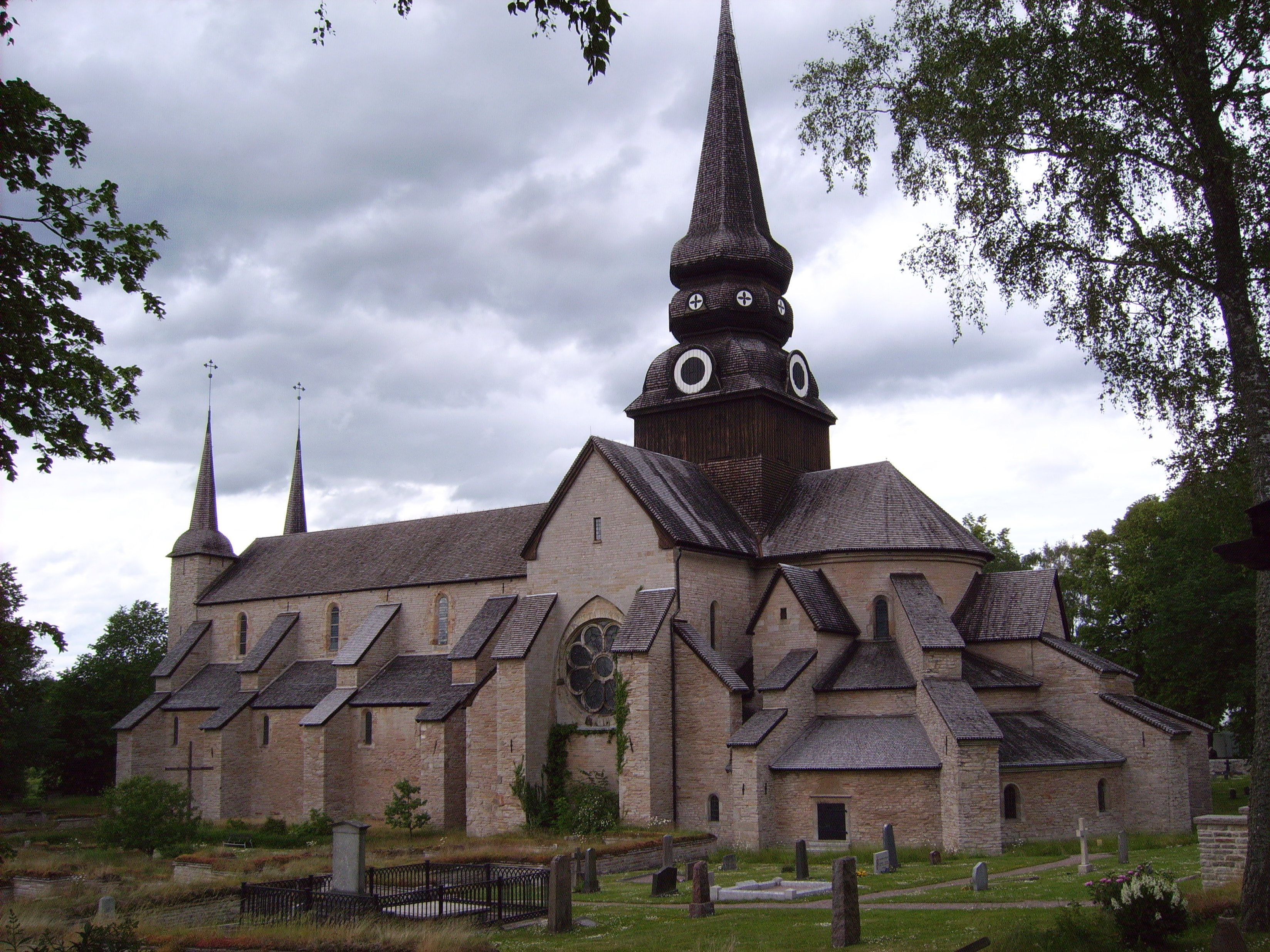
Klosterkirche Varnhem

In der Stadt Skara befindet sich der Dom zu Skara.
Am Fuß des Billingen liegt Varnhem mit der Klosterruine eines ehemaligen Zisterzienserklosters aus dem 12. Jahrhundert und der gotischen Klosterkirche, die die Grabstätten einer Reihe von schwedischen Königen aus dem Mittelalter beherbergt.

## Größere Orte
- Ardala
- Axvall
  - Härlingstorp
- Eggby
- Skara
- Varnhem

## Partnerschaften
Partnerstädte von Skara sind
- Eidsvoll, Norwegen
- Sorø, Dänemark
- Egilsstaðir in der Gemeinde Fljótsdalshérað, Island
- Zeven, Deutschland
- Radviliskis, Litauen